# Confusión (derecho)
La confusión, en Derecho, es un modo de extinguir obligaciones que se produce cuando por algún motivo concurren, es decir, se confunden en una misma persona las dos posiciones contrapuestas de una obligación (obligación y derecho correlativo). Esta situación puede darse, por ejemplo, cuando una persona ostenta, a la vez, la calidad de acreedor y deudor respecto de una misma deuda.
La confusión puede darse por muchos motivos, entre otros:
- Por subrogación en un contrato, de un derecho o una obligación, etc.
- Por sucesión, tras la muerte de una persona que lleva a una herencia, y a la adquisición de derechos y obligaciones por terceras personas que podían ser la contraparte de los mismos.
- Por donación, o cualquier otro contrato que genere obligaciones y derechos inversos a los existentes.

## Efectos de la confusión
La confusión lleva invariablemente a la desaparición de los derechos y obligaciones que se hayan visto afectados por la misma.
Puede ser un solo derecho u obligación, o un conjunto completo. Por ejemplo, en el caso de que se confundan la posición de usufructuario con la del nudo propietario, desaparece el usufructo por completo, quedando la plena propiedad.
Normalmente la confusión extinguirá por completo la obligación principal, pero es posible que la extinción sea parcial cuando la confusión se produzca únicamente sobre parte de la obligación, tal es el caso en una mancomunidad solidaria en donde uno de los deudores paga la deuda, subrogándose los derechos del acreedor, por consiguiente se convierte en el nuevo acreedor, confundiéndose una parte de la obligación.